# منطقة ولاية سيكامور شولز التاريخية
منطقة ولاية سيكامور شولز التاريخية، و معناها مياه سيكامور الضحلة، هي حديقة تقع في إليزابيثون، في ولاية تينيسي الأمريكية. ويتألف المجمع من 70 فدانا (28.3 هكتارا) يقع على طول السيكامور شولز من نهر واتوغا، معلما تاريخيا وطنيا حيث ادت سلسلة الاحداث الحاسمة إلى إنشاء ولايات تينيسي وكنتاكي، وتسوية الحدود عبر منطقة الابلاشيان بشكل عام، بالإضافة إلى المياه الضحلة التاريخية، تضم الحديقة مركزا للزوار، متحفا، حصن واتواغا، وقصر كارتر (في موقع الأقمار الصناعية في إليزابيثون).
لأكثر من ألف سنة قبل وصول المستكشفين الأوروبيين، مياه سيكامور الضحلة والأراضي المجاورة قد سكنت من قبل الهنود الحمر. وصل أول المستوطنين الأوروبيين الدائميين في عام 1770، وأنشأ مؤسسة واتوغا وهي واحدة من أولى الحكومات الدستورية غرب جبال الابلاشيان في 1772. ريتشارد هندرسون ودانيال بوون تفاوضوا على معاهدة السيكامور شولز في 1775، التي شهدت بيع ملايين الفدادين من اراضي الشيروكي في ولاية كنتاكي وتينيسي وأدت إلى بناء الطرق البرية. خلال الثورة الأميركية، كان السيكامور شولز يمثل موقعا لحصن واتوغا، حيث تم إحباط جزء من الغزو الشيروكي في عام 1776، ومنطقة حشر الرجال عبر الجبال في عام 1780.